# Internationale Thüringen Rundfahrt
Die Internationale Thüringen Rundfahrt war ein Etappenrennen im Radsport, das seit 1975 jährlich in Thüringen ausgetragen wurde. Im ersten Jahr wurde das Rennen als Wettkampfserie ohne Gesamtwertung veranstaltet. Das Rennen war zunächst Radrennfahrern der Amateurklasse vorbehalten und nach Einführung der Einheitslizenz als Wettbewerb der Altersklasse U23 ausgetragen und war zuletzt in UCI-Kategorie 2.2 klassifiziert. Die Thüringen-Rundfahrt wurde bis 2013 durch die TeamSpirit GmbH unter der Leitung von Jörg Werner organisiert. Infolge seines Rückzuges aus dem Radsport findet die Thüringen Rundfahrt seit 2014 nicht mehr statt.
Erste Austragungen einer Thüringen-Rundfahrt fanden 1927 und 1928 unter dem Namen Quer durch Thüringen statt. Sieger war 1927 der Italiener Adriano Zanaga und 1928 der Deutsche Rudolf Wolke.

## Sieger
| - 2013 Dylan van Baarle - 2012 Rohan Dennis - 2011 Wilco Kelderman - 2010 John Degenkolb - 2009 Stefan Denifl - 2008 Patrick Gretsch - 2007 Mathias Frank - 2006 Tony Martin - 2005 Kai Reus - 2004 Thomas Dekker - 2003 Joost Posthuma - 2002 Pieter Weening | - 2001 Christian Pfannberger - 2000 Patrik Sinkewitz - 1999 Stephan Schreck - 1998 Lars Teutenberg - 1997 Timo Scholz - 1996 Michael Schlickum - 1995 Steffen Blochwitz - 1994 Steffen Uslar - 1993 Ralf Schmidt - 1992 Bert Dietz - 1991 nicht ausgetragen - 1990 Bert Dietz - 1989 Steffen Rein | - 1988 Olaf Ludwig - 1987 Uwe Ampler - 1986 Uwe Ampler - 1985 Uwe Ampler - 1984 Matthias Lendt - 1983 Mario Hernig - 1982 Uwe Raab - 1981 Andreas Petermann - 1980 Andreas Petermann - 1979 Hans-Joachim Hartnick - 1978 Norbert Dürpisch - 1977 Andreas Neuer - 1976 Joachim Vogel - 1975 ? (keine Gesamtwertung) |